# 時がたてば
『時がたてば』（とき-）は、日本の音楽グループであるTHE BOOMが1996年5月22日に発表した18枚目のシングル。

## 解説
本楽曲シングルが1999年までの活動休止前の最後の新曲となった（翌6月発売シングル「中央線」は1990年作品を再発売したため）。

## 収録曲
全曲作詞・作曲：宮沢和史
1. 時がたてば
日本テレビ系列「NNNきょうの出来事」エンディング・テーマ
2. Call my name
TBS系列「日立 世界・ふしぎ発見!」エンディング・テーマ
3. 時がたてば（オリジナル・カラオケ）